# Stadion Poladi
Stadion Poladi – wielofunkcyjny stadion w Rustawi, w Gruzji. Pojemność stadionu wynosi 10,720 widzów (wszystkie miejsca siedzące). Na obiekcie swoje mecze rozgrywa drużyna Olimpi Rustawi.